# أوسويوس

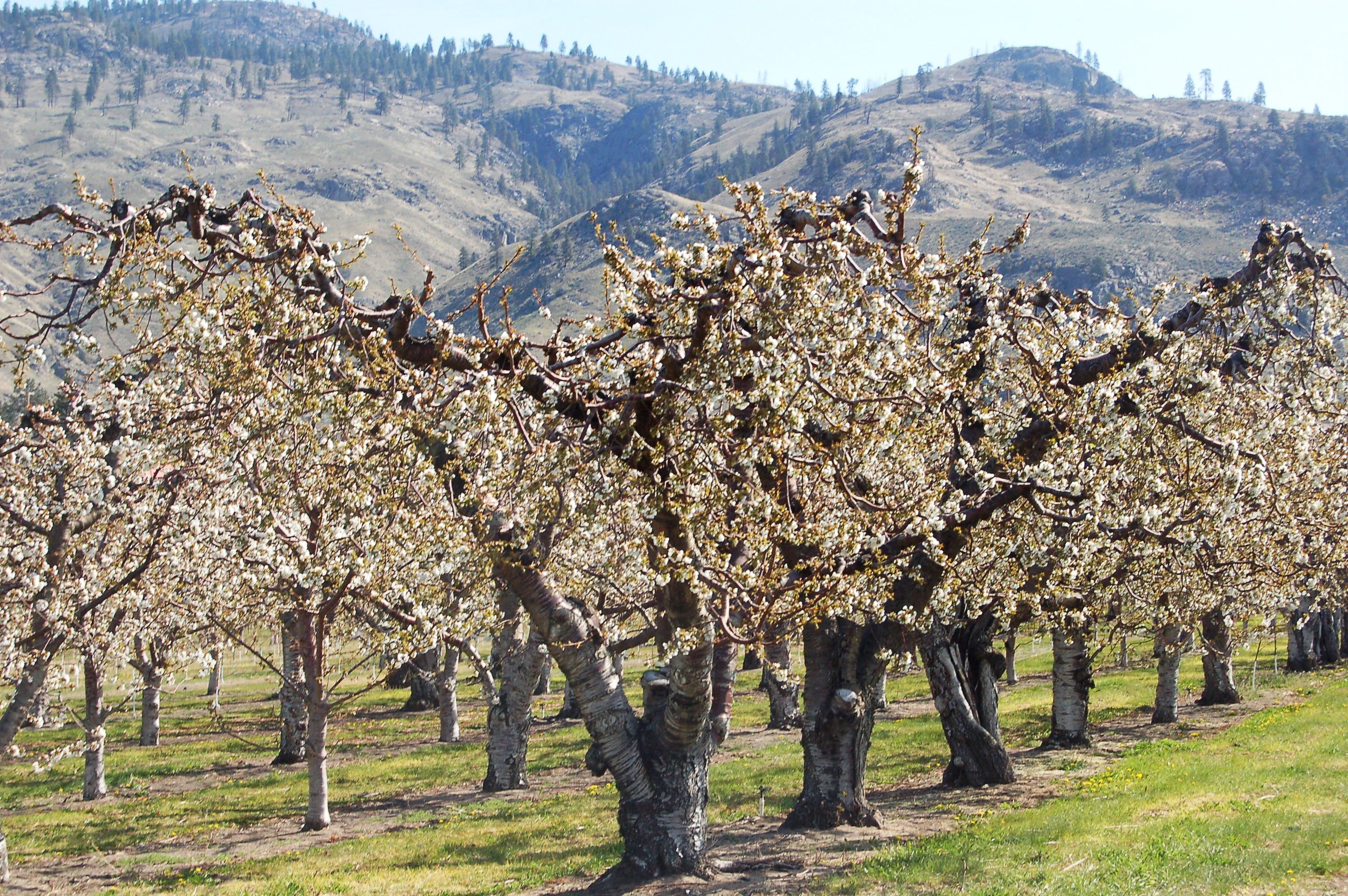
أشجار الفاكهة في نيسان / أبريل في اوسويوس

أوسيوس هي مدينة كندية تقع في جنوبي وادي اوكاناكن في منطقة كولومبيا البريطانية بين مدينتي بينتيكتون وأوماك. وهي تجانب الحدود الدولية لولاية واشنطن الاميركية. كما انها تقع بالقرب من منطقة قبيلة اوسويوس الهندية (سكان شمال اميركا الاصليين). اصل الاسم هو الاسم الهندي الاميريكي «سويوس» من لغة الاوكاناكنية ويعني «حيث يضيق الماء». اضاف المستعمرون الاوائل  تصويت الـ«أو» في البداية لينسجم مع بقية أسماء المناطق في بلاد الاوكناكان والتي تبداء بنفس الصوت مثل أوليفر، أوماك، أوروفيل وأوكاناكان. يوجد بها صحيفة واحدة تسمى أوسيوس تايمز. 

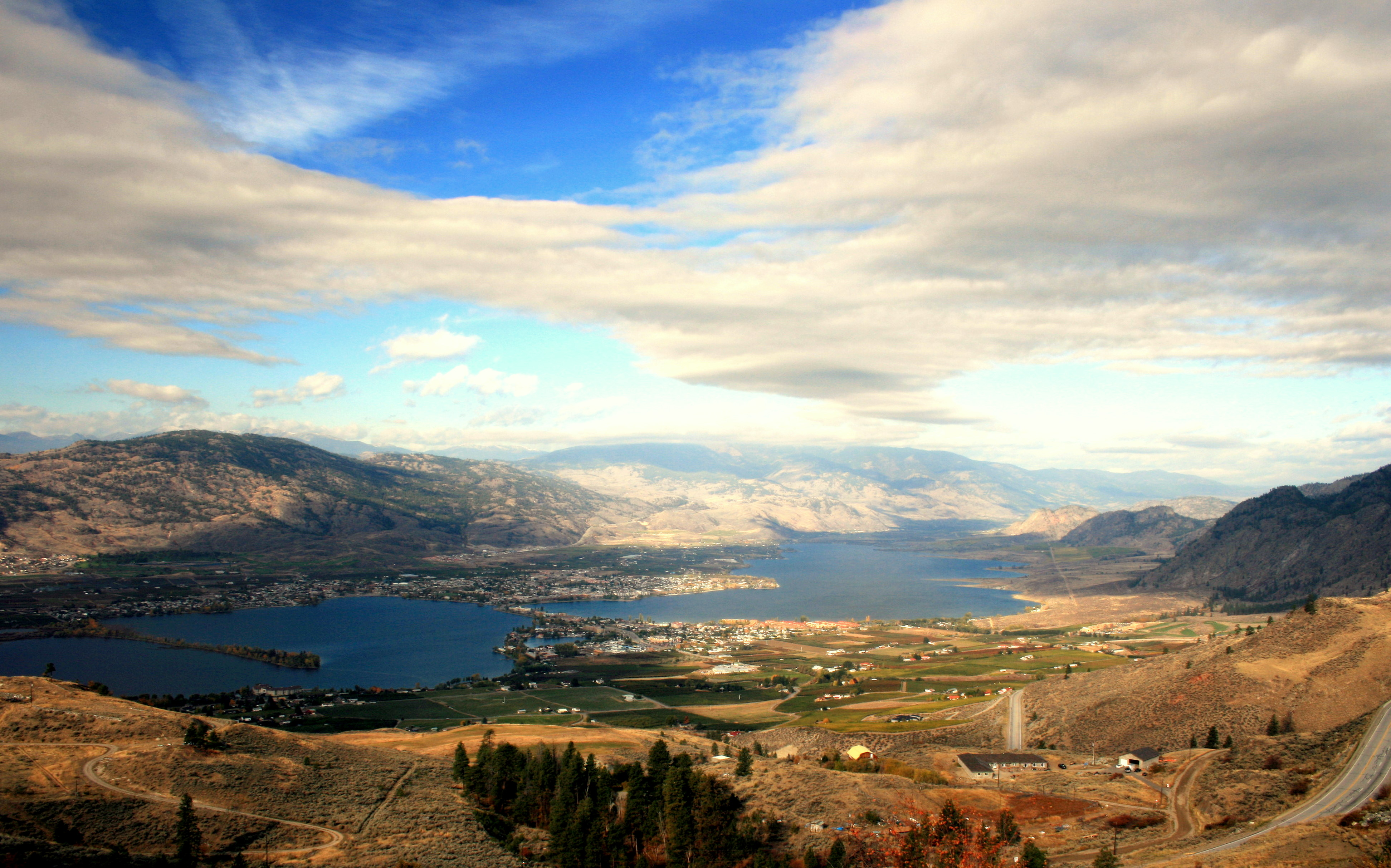
منظر بيحيرة أوسويوس

يصل عدد سكان المدينة إلى 4,845 ليتضخم في أشهر الصيف مع الزوار الذين يقصدها السياح من الإمكان الآخرى في بريتيش كولومبيا ومن ألبرتا المجاورة ومن اماكن آخرى في كندا. وتشير الاحصائيات على تزايد عدد المتقاعدين الذين اتخذوها مكان سكن دائم والذي يتضح من غلبة عدد السكان الذي تزيد اعمارهم عن 50 عاما ومن الطفرة الأخيرة في عدد العمارات المنشأة ومن التطور في ضواحيها بالرغم مت الانخفاض بسبب الانكماش القتصادي الذي اصاب شمال اميريكا في عامي 2008-09. كما يوجد خوالي 1,892 شخص يستوطنون مناطق محيطة بالمدينة من ضمن «اوكاناكان-سيميلكامين».

## الرياضة
| النادي         | الدوري              | الرياضة     | مكان                 | أنشئت | بطولة    |
| -------------- | ------------------- | ----------- | -------------------- | ----- | -------- |
| أوسويوس الذئاب | بطولة الهوكي للصغار | هوكي الجليد | ميدان أوسويوس سونبول | 2010  | 1 (2011) |

## اشخاص مشهورين
- تشاك كوباساو - لاعب هوكي محترف من  بيتسبرغ البطاريق
- جاك ب-نيوتن - عالم فلك هاوي
- أليسون سميث - مذيع تلفزيون وصحافي

## أعلام
- ميتش فريتز
- لوك فريتز

## وصلات خارجية
- بلدة أوسويوس
- أوسويوس تايمس صحيفة
- المناخ الأوضاع الطبيعية من أجل البحث مصطلح «أوسويوس»
- الوجهة أوسويوس الوجهة أوسويوس جمعية تطوير السياحة والتسويق والخدمات وكالة

إحداثيات: 49°1'57"N 119°27'58"W / 49.03250°N 119.46611°W